# Šoku Nihonkóki
Šoku Nihonkóki (japonsky 続日本後紀) je japonský historický text sepsaný na císařskou objednávku. Byl dokončen v roce 869 a je čtvrtým ze šesti národních japonských historických děl nazývaných souhrnně Rikkokuši (六国史, Šest státních kronik), v nichž byly dějiny Japonska dovedeny až do roku 887. Předchází jej kronika Nihonkóki a následuje po něm Montoku Džicuroku. Šoku Nihonkóki pokrývá období let 833–850.

## Pozadí
Roku 855 pověřil císař Montoku několik dvořanů, aby v návaznosti na Pozdější kroniku Japonska (Nihonkóki) dokončenou v roce 840 sestavili další historický text, který by pokryl následující roky, tedy období od roku 833. Toto dílo bylo posléze nazváno Pokračování Pozdější kroniky Japonska neboli Šoku Nihonkóki. Dohled nad jeho sestavováním měli zejména Jošifusa Fudžiwara a Jošicuna Haruzumi. Text kroniky byl dokončen v roce 869.

## Obsah
Šoku Nihonkóki je psána převážně kanbunem, tedy japonskou formou klasické čínštiny, jak bylo v té době pro formální japonské texty běžné. Tvoří ji celkem 20 svazků, které pokrývají období 18 let, od roku 833 do roku 850. Na rozdíl od předchozích národních japonských historických děl je Šoku Nihonkóki první kronika, která zahrnuje vládu jen jediného vládce, a sice císaře Ninmjóa. Stanovila tak model pro budoucí národní kroniky.
Při obnově ztraceného obsahu nejen Šoku Nihonkóki je cenným zdrojem kategorizovaný a chronologický historický text Ruidžú Kokuši dokončený roku 892.